# Enxada

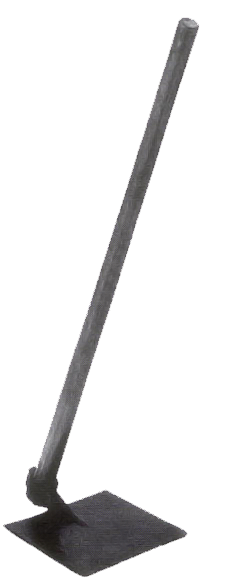
Uma enxada

A  enxada (do termo latino asciata), sacho, sachola ou guatambu é uma ferramenta usada geralmente na agricultura, embora também seja usada para outras tarefas, e consta de uma parte larga e achatada, à qual se adapta um cabo para segurá-la, mais ou menos longo.
A parte achatada é um estilo de lâmina, com o gume frontal relativamente afiado por um lado. 
Utiliza-se basicamente para capinar (português brasileiro) ou sachar (português europeu) e revolver ou cavar a terra, além de para movimentar montões de areia, argamassa, etc. A parte achatada costuma fabricar-se de ferro, embora também as haja de madeira.
Existem vários tipos de enxadas, cada um com suas próprias características e usos específicos. Algumas enxadas têm lâminas mais largas e mais pesadas, enquanto outras como as sacholas têm lâminas mais finas e são mais adequadas para trabalhos mais precisos. Algumas enxadas são usadas principalmente para cavar buracos para plantas, enquanto outras são mais adequadas para remover ervas daninhas ou para misturar adubo no solo. Algumas enxadas têm cabos mais longos e são mais adequadas para pessoas mais altas, enquanto outras têm cabos mais curtos e são mais adequadas para pessoas mais baixas. É importante escolher a enxada adequada para o trabalho que você precisa realizar e usá-la corretamente para evitar lesões.